# Janusz Krężelok
Janusz Krężelok (* 18. Dezember 1974 in Istebna) ist ein ehemaliger polnischer Skilangläufer.

## Werdegang
Der auf Sprintwettbewerbe spezialisierte Pole begann seine professionelle Karriere 1994 und gewann zehn Jahre später in Trondheim im Sprint in der freien Technik seinen einzigen Weltcup. Darüber hinaus erreichte er zehn weitere Male eine Platzierung unter den ersten Zehn im Sprint, darunter ein dritter Platz 2005 in Reit im Winkl. Zusätzlich gelang ihm bei einem Sprint im Verlauf der Tour de Ski 2006/07 mit Rang vier eine einstellige Platzierung. Bei Distanzrennen konnte er sich im Weltcup ein einziges Mal beim 15-km-Klassikrennen von Beitostølen 2005 in die Top 10 einreihen. Bei der Winter-Universiade 2001 in Zakopane gewann er Bronze mit der Staffel.
Seit 1995 nahm Krężelok für Polen an den Nordischen Skiweltmeisterschaften teil. Seine besten Ergebnisse hierbei waren ein siebter Platz im Sprint in Oberstdorf 2005 sowie ein fünfter Platz im Teamsprint mit Maciej Kreczmer und ein zehnter Platz im Sprint in Sapporo 2007.
Ebenso startete er bei den Olympischen Winterspielen von Nagano, Salt Lake City und Turin. Hier erreichte er einen siebten Platz im Teamsprint (ebenfalls mit Kreczmer) 2006 sowie einen neunten Platz im Sprint 2002.

## Erfolge

### Weltcupsiege im Einzel
| Nr. | Datum            | Ort       | Disziplin              |
| --- | ---------------- | --------- | ---------------------- |
| 1.  | 24. Februar 2004 | Trondheim | 1,5 km Sprint Freistil |

### Siege bei Continental-Cup-Rennen
| Nr. | Datum             | Ort      | Disziplin       | Serie      |
| --- | ----------------- | -------- | --------------- | ---------- |
| 1.  | 30. Dezember 2007 | Zakopane | Sprint Freistil | Slavic Cup |
| 2.  | 16. März 2010     | Zakopane | Sprint Freistil | Slavic Cup |

## Platzierungen im Weltcup

### Weltcup-Statistik
Die Tabelle zeigt die erreichten Platzierungen im Einzelnen.
- 1.–3. Platz: Anzahl der Podiumsplatzierungen
- Top 10: Anzahl der Platzierungen unter den ersten zehn
- Punkteränge: Anzahl der Platzierungen innerhalb der Punkteränge
- Starts: Anzahl gelaufener Rennen in der jeweiligen Disziplin
- Hinweis: Bei den Distanzrennen erfolgt die Einordnung gemäß FIS.

| Platzierung         | Distanzrennen a | Distanzrennen a | Distanzrennen a | Distanzrennen a | Distanzrennen a | Skiathlon Verfolgung | Sprint | Etappen- rennen b | Gesamt | Team c | Team c  |
| Platzierung         | ≤ 5 km          | ≤ 10 km         | ≤ 15 km         | ≤ 30 km         | > 30 km         | Skiathlon Verfolgung | Sprint | Etappen- rennen b | Gesamt | Sprint | Staffel |
| ------------------- | --------------- | --------------- | --------------- | --------------- | --------------- | -------------------- | ------ | ----------------- | ------ | ------ | ------- |
| 1. Platz            |                 |                 |                 |                 |                 |                      | 1      |                   | 1      |        |         |
| 2. Platz            |                 |                 |                 |                 |                 |                      |        |                   |        |        |         |
| 3. Platz            |                 |                 |                 |                 |                 |                      | 1      |                   | 1      |        |         |
| Top 10              |                 |                 | 1               |                 |                 |                      | 11     |                   | 12     | 1      |         |
| Punkteränge         |                 |                 | 4               | 1               |                 |                      | 33     |                   | 38     | 10     | 2       |
| Starts              | 3               | 15              | 37              | 14              |                 | 8                    | 66     | 3                 | 146    | 10     | 2       |
| Stand: Karriereende |                 |                 |                 |                 |                 |                      |        |                   |        |        |         |

### Weltcup-Gesamtplatzierungen
| Saison  | Gesamt | Gesamt | Distanz | Distanz | Sprint | Sprint |
| Saison  | Punkte | Platz  | Punkte  | Platz   | Punkte | Platz  |
| ------- | ------ | ------ | ------- | ------- | ------ | ------ |
| 1997/98 | 2      | 98.    | –       | –       | 2      | 78.    |
| 2001/02 | 46     | 70.    | –       | –       | 46     | 30.    |
| 2002/03 | 59     | 56.    | –       | –       | 79     | 23.    |
| 2003/04 | 226    | 27.    | –       | –       | 226    | 7.     |
| 2004/05 | 133    | 36.    | –       | –       | 133    | 15.    |
| 2005/06 | 107    | 51.    | 45      | 61.     | 62     | 28.    |
| 2006/07 | 92     | 54.    | 2       | 108.    | 90     | 27.    |
| 2007/08 | 34     | 87.    | –       | –       | 34     | 56.    |
| 2008/09 | 27     | 111.   | –       | –       | 27     | 62.    |
| 2009/10 | 20     | 131.   | 13      | 94.     | 7      | 96.    |